# 東京★イノセント
『東京★イノセント』（とうきょうイノセント）は、鳴見なるによる日本の漫画作品。『月刊ガンガンWING』（スクウェア・エニックス）にて2006年7月号から連載されていたが、同誌が2009年5月号を以て休刊したことに伴い、ウェブコミック誌『ガンガンONLINE』（同）へ移籍。毎月第3木曜日に連載されていたが、2009年9月24日更新分より連載が長期にわたり中断。不定期連載への移行が作者のブログでアナウンスされており、長らく再開時期は未定となっていたが、『ガンガンONLINE』2010年2月25日の更新にて連載を再開し、2011年4月7日まで連載された。

## あらすじ
嫁探しの使命を帯び、孤島からはるばる東京にやってきた妖怪少年・半蔵。16歳を境に、物憑き体質になってしまった少女・一条寺メイ。何の因果か、2人は東京の真ん中でバッタリ出会い、何故か一緒に同居する羽目に…。そんな2人の前に現れるのは妖怪に巫女に退魔師と、ピンチと恋、恋とピンチの往復ピンチ！！ はたして、妖怪少年は《嫁》を、物憑き少女は《夢》を手にすることができるのか！？

## 登場人物
※キャストはドラマCD版のもの。

### 半蔵・一条寺家
半蔵（はんぞう）
声 - 宮野真守
本作の主人公。故郷が高齢化により存亡の危機に陥り、それを打破する為に東京へ嫁を探しに来た、白狐の半妖。律儀な性格が災いしてか嫁探しに尽く失敗する。現在一条寺家に居候中。アンジェラ曰く“言葉足らずなくせに余計なコト言うタイプ”の日本人男性の典型。
一条寺メイ（いちじょうじ メイ）
声 - 中原麻衣
メインヒロイン。16歳の誕生日と同時に物憑き体質になった女の子。近所から「幽霊屋敷」と呼ばれる一条寺家を出て一人暮らしする為、バイトに励む。牛乳がとっても好き。健康優良労働少女。
一条寺涼子（いちじょうじ すずこ）
声 - 折笠愛
メイの姉。売れっ子妖怪小説家でお金持ち。大の妖怪好きで、妖怪嫌いのメイをいつもからかっているが、メイの体質を心配する優しい一面も持つ。ズボラな性格。両親が留守なのをいい事に、家を勝手に妖怪屋敷のように改築してしまう。頭は良く、東大にストレートで合格している。ちなみに既婚。
アンジェラ
声 - 田中理恵
物憑き体質になってしまったメイを妖怪から守るために、涼子がドイツの退魔師協会から召喚したプロのエクソシスト。虚弱体質の為、メイのピンチに間に合わない事も多い。メイの護衛がてら、メイ達の通う学校で英語教師をしている。普段はおっとりしていて無害そうだが、時折鋭いツッコミを入れたり、ぼそっと毒舌を吐くこともある。ちなみに祖母が退魔師協会の創立者である。

### 雪代神社
雪代千歳（ゆきしろ ちとせ）
声 - 伊藤静
サブヒロイン。雪代神社の神主の孫娘。実は半蔵と同じく白狐の妖怪。メイとはクラスメイト。性格は真面目で、容姿は端麗、運動神経も抜群であるが、かなりのおっちょこちょい。半蔵を男として意識している面があり、時折見せる大胆な言動や行動に真っ赤になることもある。かなりの照れ屋でもある。ツンデレ。一言で言えば“古き良き時代の女”である。
神主（かんぬし）
声 - 緒方賢一
雪代神社の神主で千歳の祖父。年齢500歳の白狐だが、お年のわりにミーハー。半蔵と同じ離島の出身である。
白坊主（しろぼうず）
声 - 金田朋子
千歳の友達。白くてフワフワの謎多き妖怪。相手の傷などを吸い、治すことができる（吸い過ぎると相手の魂が抜け、入れ替わる）。

### メイのクラスメイト
三井光博（みつい みつひろ）
声 - 下野紘
鼠の妖怪のクォーターでナルシストな男の子。半蔵にちょっと嫉妬心。
百瀬柚（ももせ ゆず）
声 - 斎藤千和
ナルシストな女の子。学校にきた半蔵に一目惚れする。休日はアイドルロック歌手の卵として活動中。本人曰く「（学校では）地味で大人しい内気系美少女」とのこと。
高村縞（たかむら しま）
声 - 小林ゆう
中学の時からのメイの親友。霊感が強い。よくミントの飴を舐めている。2年の先輩の彼氏がいる。

### 徳川家
徳川英次郎（とくがわ えいじろう）
徳川財閥の御曹司で引き篭もり。正体は狸の妖怪で、狐である半蔵を敵視しており、彼の嫁探しの邪魔をする。引き篭もりのため、普段はジャージ姿で過ごし、他に持っている服は制服のみ。
徳川恋（とくがわ れん）
英次郎の妹で中学2年生。兄の計画に従い、半蔵とメイの引き離しをはかる。サトリ曰く「話し下手」で自らの口ではほとんど言葉を発しないため、他人とは自らの思考をサトリに読ませて文字通り“代弁”させてコミュニケーションを取っている。たまに一言だけ喋ることもある。半蔵に好意を持っているらしく、時折助けてくれる。常に制服姿。
寺嶋小百合（てらしま さゆり）
徳川不動産グループの秘書。
覚（さとり）
人の心が読める妖怪。ネズミのような外見。

### その他
みしろ
声 - 雪野五月
ドラマCDオリジナルキャラクター。雪女。

## 書誌情報
- 鳴見なる 『東京★イノセント』 スクウェア・エニックス〈ガンガンウイングコミックス、ガンガンコミックスONLINE〉、全9巻
  1. 2006年12月27日初版発行（2006年11月27日発売）、ISBN 4-7575-1820-X
  2. 2007年6月27日初版発行（2007年5月26日発売）、ISBN 978-4-7575-2021-9
  3. 2007年12月27日初版発行（2007年11月27日発売）、ISBN 978-4-7575-2166-7
  4. 2008年6月27日初版発行（2008年5月27日発売）、ISBN 978-4-7575-2286-2
  5. 2008年9月27日初版発行（2008年8月27日発売）、ISBN 978-4-7575-2363-0
  6. 2009年3月27日初版発行（2009年2月27日発売）、ISBN 978-4-7575-2479-8
  7. 2009年7月22日初版発行（2009年6月22日発売）、ISBN 978-4-7575-2585-6
  8. 2010年1月22日初版発行（同日発売）、ISBN 978-4-7575-2723-2
  9. 2011年6月22日初版発行（同日発売）、ISBN 978-4-7575-3257-1

## ドラマCD
フロンティアワークスより発売。
- 2007年12月7日発売 FCCC-0075